# غيرهارد بيتريش
غيرهارد بيتريش (بالألمانية: Gerhard Petritsch)، من مواليد 2 سبتمبر 1940، هو لاعب رماية نمساوي سابق، شارك في دورات الألعاب الأولمبية الصيفية 3 مرات خلال السنوات 1972 و1976 و1980 و1984، حيث حقق الميدالية البرونزية في العاصمة السوفيتية موسكو.